# Rogério Cezar de Cerqueira Leite
Rogério Cezar de Cerqueira Leite (Santo Anastácio, San Pablo; 14 de julio de 1931-Campinas, 1 de diciembre de 2024) fue un ingeniero electrónico, físico e intelectual brasileño.

## Trayectoria
Hijo de Helena Cerqueira Leite y Júlio Cézar de Cerqueira Leite, Rogério Cezar de Cerqueira Leite nació en Santo Anastácio, Estado de San Pablo, Brasil.
Se licenció en ingeniería electrónica por el Instituto Tecnológico de Aeronáutica (ITA) en 1958, obteniendo su doctorado en Física por la Universidad de París en 1962. Entre 1962 a 1970, trabajó en los Estados Unidos como investigador en los Laboratorios Bell. Enseñó en el ITA, en la Universidad Estadual de Campinas (UNICAMP, 1970-1987) y en la Universidad de París como profesor de intercambio. Dirigió el Instituto de Física y creó el Departamento de Física del Estado Sólido de la Universidad de Campinas. Fue el primero en el país en utilizar láseres para estudiar las propiedades de los materiales. Aún en la Unicamp, creó el Departamento de Música y luego el Instituto de Artes, además de asumir la Coordinación General de Facultades (1975-1980).
Fue miembro del grupo de trabajo de Energía de la Unión Internacional de Física Pura y Aplicada (IUPAP), como así también del Consejo Nacional de Ciencia y Tecnología (CCT) y del Consejo Nacional de Desarrollo Económico y Social.
Fue presidente honorario del Consejo Directivo del Centro Nacional de Investigaciones en Energía y Materiales (CNPEM ), entidad encargada de gestionar los Laboratorios Nacionales de Luz Sincrotrón (LNLS), Biociencias (LNBio), Ciencia y Tecnología del Bioetanol (CTBE) y Nanotecnología (LNNano). Fue miembro de varios consejos de entidades científicas, como la Sociedad Brasileña para el Progreso de la Ciencia (SBPC) y la Fundación de Apoyo a la Investigación del Estado de São Paulo (FAPESP). Fue consultor de varias agencias estatales, como FINEP, y organizaciones privadas. Regresó en 2015 para presidir el Consejo Directivo del CNPEM.
Creó y dirigió durante 20 años la Companhia de Desenvolvimento Tecnológico (CODETEC), empresa que creó la primera incubadora tecnológica de Brasil (1975-96) y desarrolló más de cien proyectos para diferentes organizaciones públicas y privadas.
Fue el creador del proyecto y lideró el debate que culminó con la creación de la Empresa de Desarrollo de Polos de Alta Tecnología de Campinas (Ciatec). La empresa se instaló en el primer gobierno de José Roberto Magalhães Teixeira, convencida por Cerqueira Leite sobre la decisión estratégica que sería la instalación de un parque tecnológico en el municipio.
A los 93 años, falleció el 1 de diciembre de 2024 en el Hospital Centro Médico de Campinas, donde había sido hospitalizado por un paro cardiorrespiratorio el 18 de noviembre del mismo año.

## Trabajo científico
Autor de 80 trabajos en revistas especializadas, fue editor de Solid State Communications, publicado en Oxford de 1974 a 1988, y revisor de una veintena de revistas internacionales.
Ha obtenido alrededor de 3.000 citas en revistas científicas, según el Science Citation Index.

## Otros trabajos
Entre 1983 y 1986, fue vicepresidente ejecutivo de la Companhia Paulista de Força e Luz (CPFL Paulista), cuando la empresa era de propiedad estatal durante el gobierno de Franco Montoro. Fue además miembro del consejo editorial del periódico Folha de S. Paulo desde 1978.
Publicó más de dos mil artículos en periódicos y escribió varios libros sobre temas como la actuación de las multinacionales, el programa nuclear brasileño, la educación superior y la transferencia de tecnología.
En 2016 publicó un artículo criticando la actuación del juez Sergio Moro. Fue además un acérrimo crítico del gobierno de Jair Bolsonaro, a punto tal de comparar al primer mandatario con Adolf Hitler.

## Títulos y honores
- Orden Nacional del Mérito de Francia.
- Cátedra de la Universidad de Montreal, Canadá.
- Gran Cruz de la Orden Nacional del Mérito Científico.
- Investigador emérito del CNPq.
- Título de Ciudadano Campineiro.
- Premio Construcción de Instituciones Científicas 2012, otorgado por la Oficina Regional para América Latina y el Caribe de la Academia de Ciencias para el Mundo en Desarrollo a investigadores que participan activamente en el establecimiento de instituciones de investigación.
- Premio TOP Etanol. Contribución y valorización del sector sucroenergético brasileño.
- Personalidad del año. UNA Brasil.
- Homenaje por los numerosos y relevantes aportes a la construcción y consolidación de políticas e instituciones de Ciencia, Tecnología e Innovación.

## Publicaciones
- Física do Estado Sólido.
- Pro-Alcool: A Unica Alternativa Para O Futuro. (ISBN 978-8526801127)
- As Sete Pragas da Universidade Brasileira. (ISBN 978-0304960491)
- Energia para o Brasil – Um Modelo de Sobrevivência. (ISBN 978-8520803516)
- Tecnologia e Desenvolvimento Nacional. (ISBN 978-8520803516)
- Energia Nuclear e outras Mitologias. (ISBN 978-0301188287)
- Um Roteiro para Música Clássica. (ISBN 978-8523500184)